# Église Notre-Dame de Bréhat
L'église Notre-Dame de Bréhat, dite aussi église Notre-Dame-de-Bonne-Nouvelle de Bréhat est l'église paroissiale, consacrée au culte catholique, de l'Île-de-Bréhat.

## Description
L'église Notre-Dame de Bréhat date de 1651 (cette date est inscrite sur un des piliers de la nef) ; elle a succédé à un édifice plus ancien, datant probablement du XIIe siècle et était jadis dédiée à saint Samson. Cette église est accolée au presbytère et à l'ancienne mairie pour des raisons de solidité, le terrain ésur lequel ces édifices ont été construits étant réputé peu stable.
On accède à l'église par un porche, situé côté sud, auquel on accède en traversant le cimetière, qui date de 1700 ; il est pavé de 4 pierres tombales de la famille du corsaire Fleury, couvertes d'inscriptions et ornées de têtes de mort à tibias croisés, et datant du XVIIIe siècle. Son clocher-mur a été construit en partie en 1658 (partie basse) et 1770 (partie haute).
La chaire à prêcher date du XVIe siècle ; elle est soutenue par une cariatide représentant un homme, les bras levés. Le chœur date de la seconde moitié du XVIIe siècle, de même que son retable et sont l'œuvre d'Olivier Martinet. Un lutrin qui se trouve dans le chœur date du XVIIIe siècle et proviendrait d'Angleterre. Deux retables, dont celui du Rosaire, se trouvent dans des chapelles latérales La clôture des fonts baptismaux date du XVIIe siècle et les confessionnaux du XVIIIe siècle. Ses vitraux représentent notamment les Quatre Évangélistes et le baptême de Jésus.

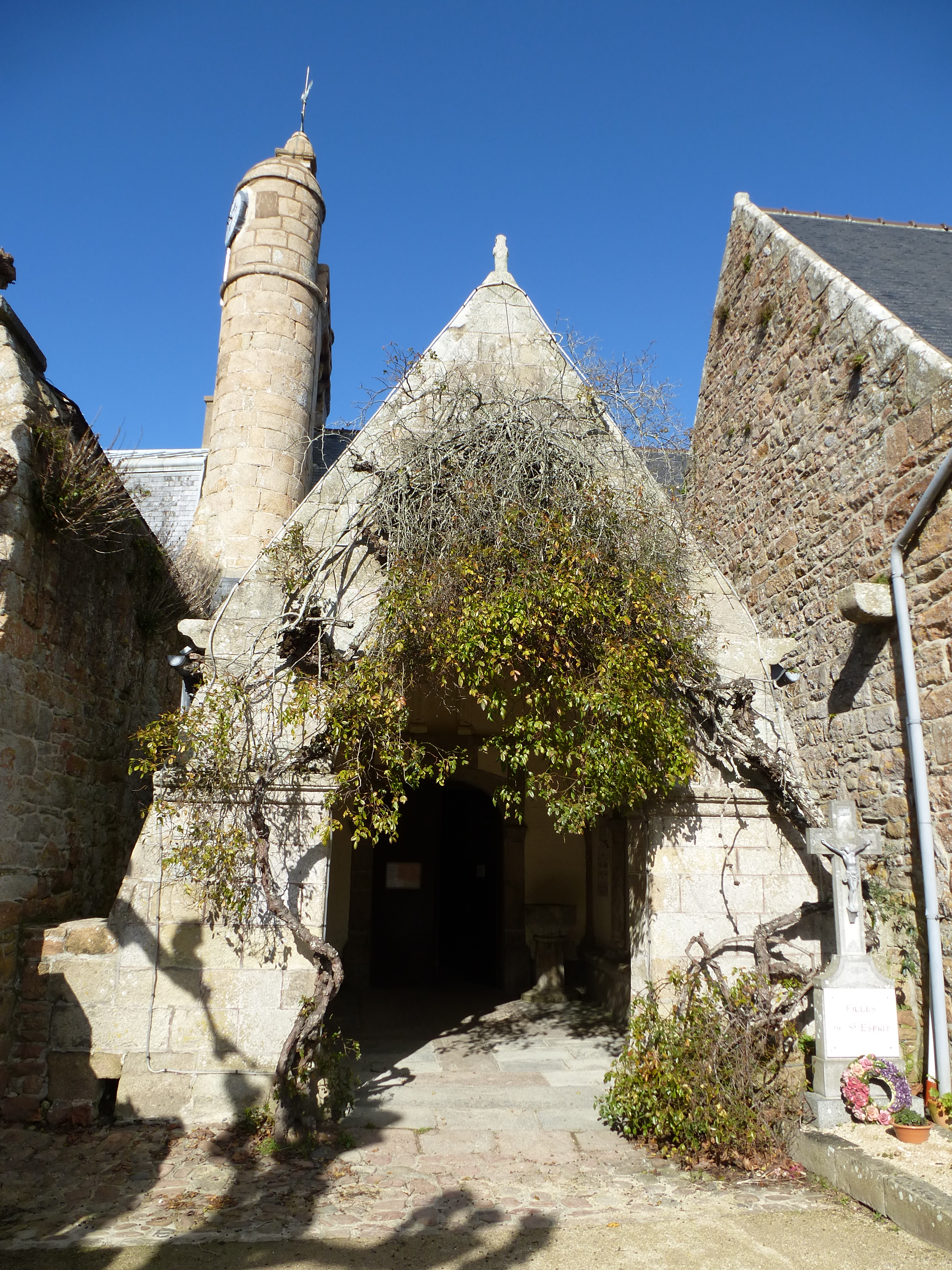
Le porche et le clocher-tour
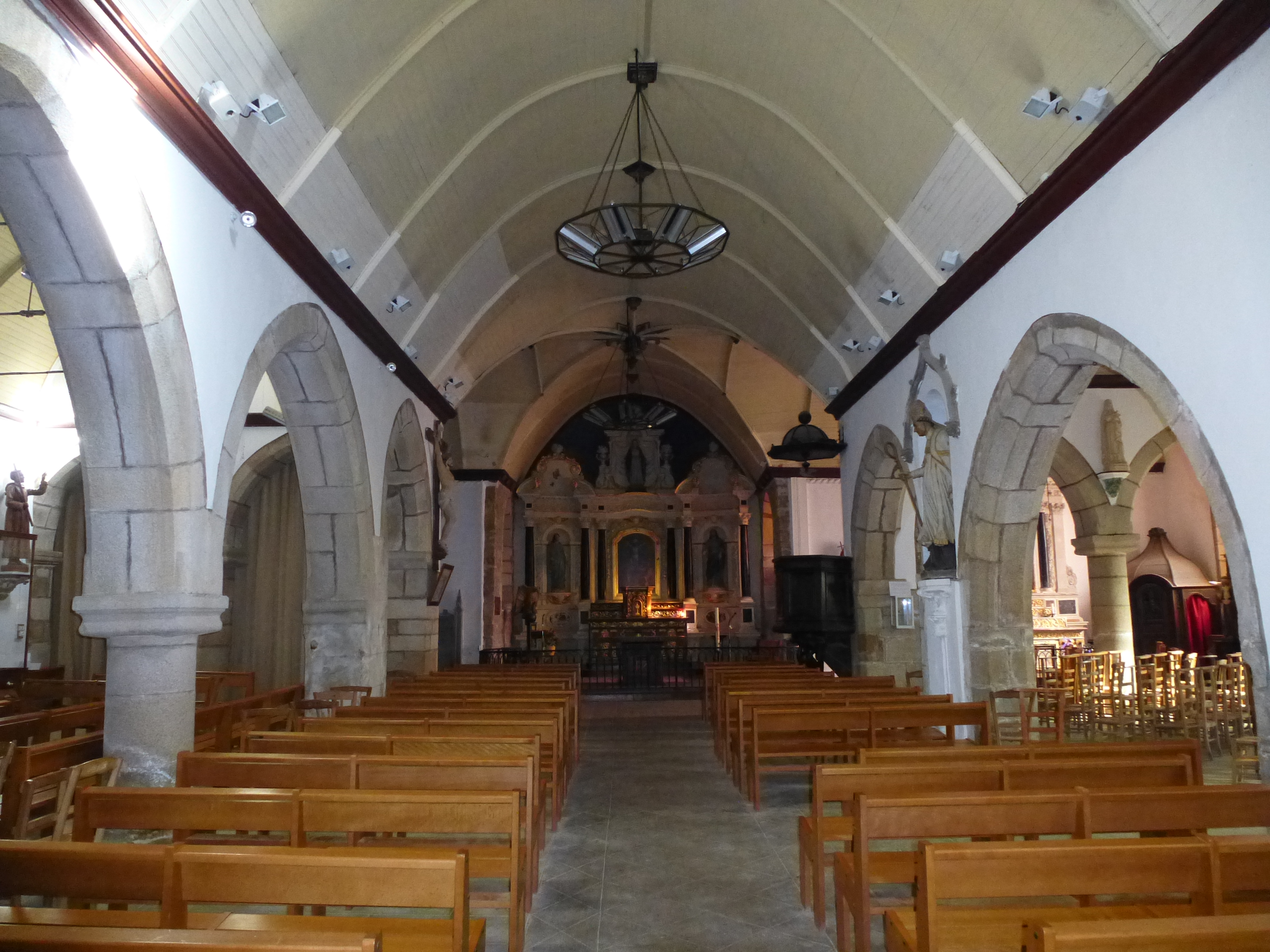
La nef
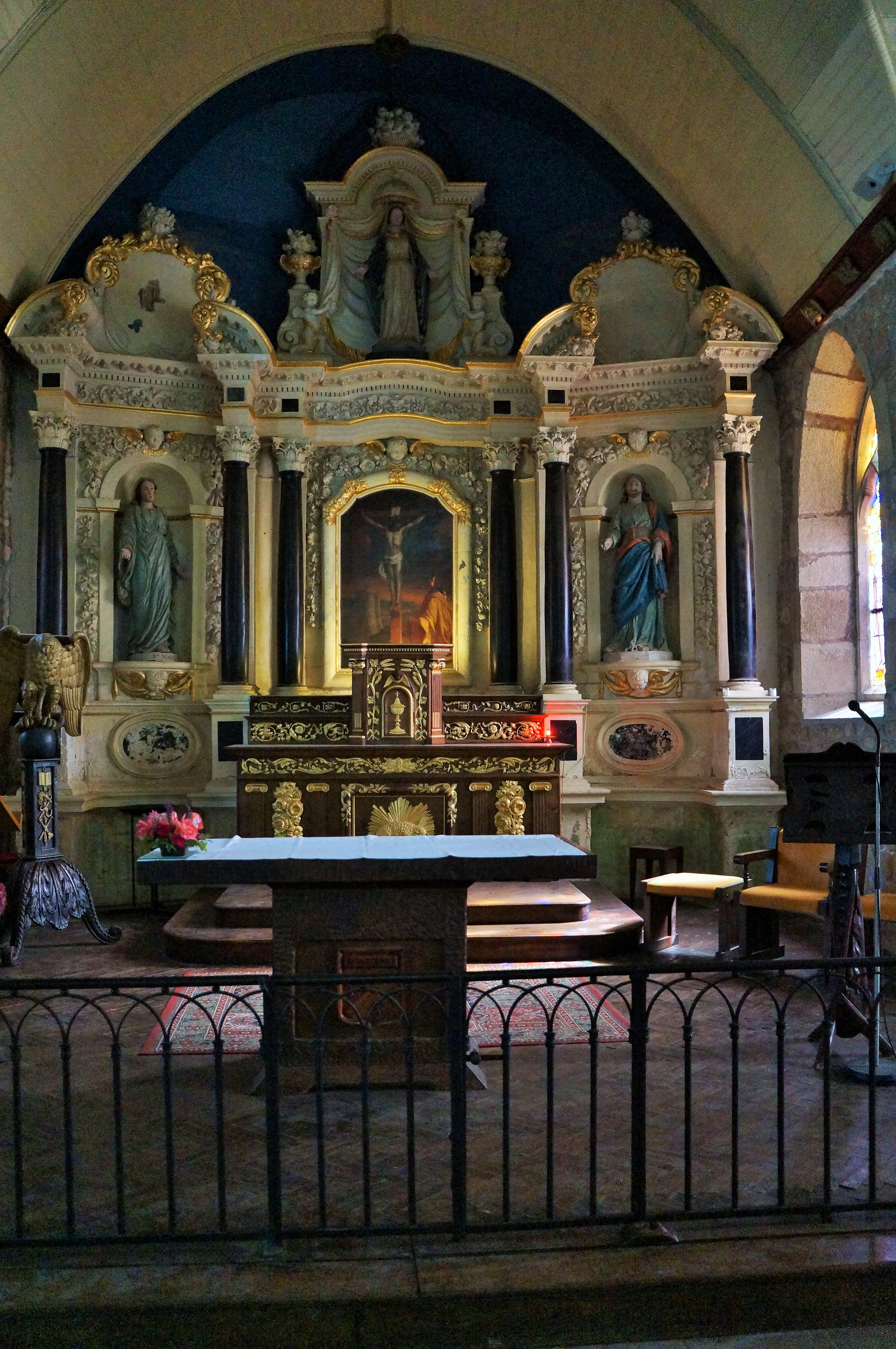
Le retable et le maître-autel
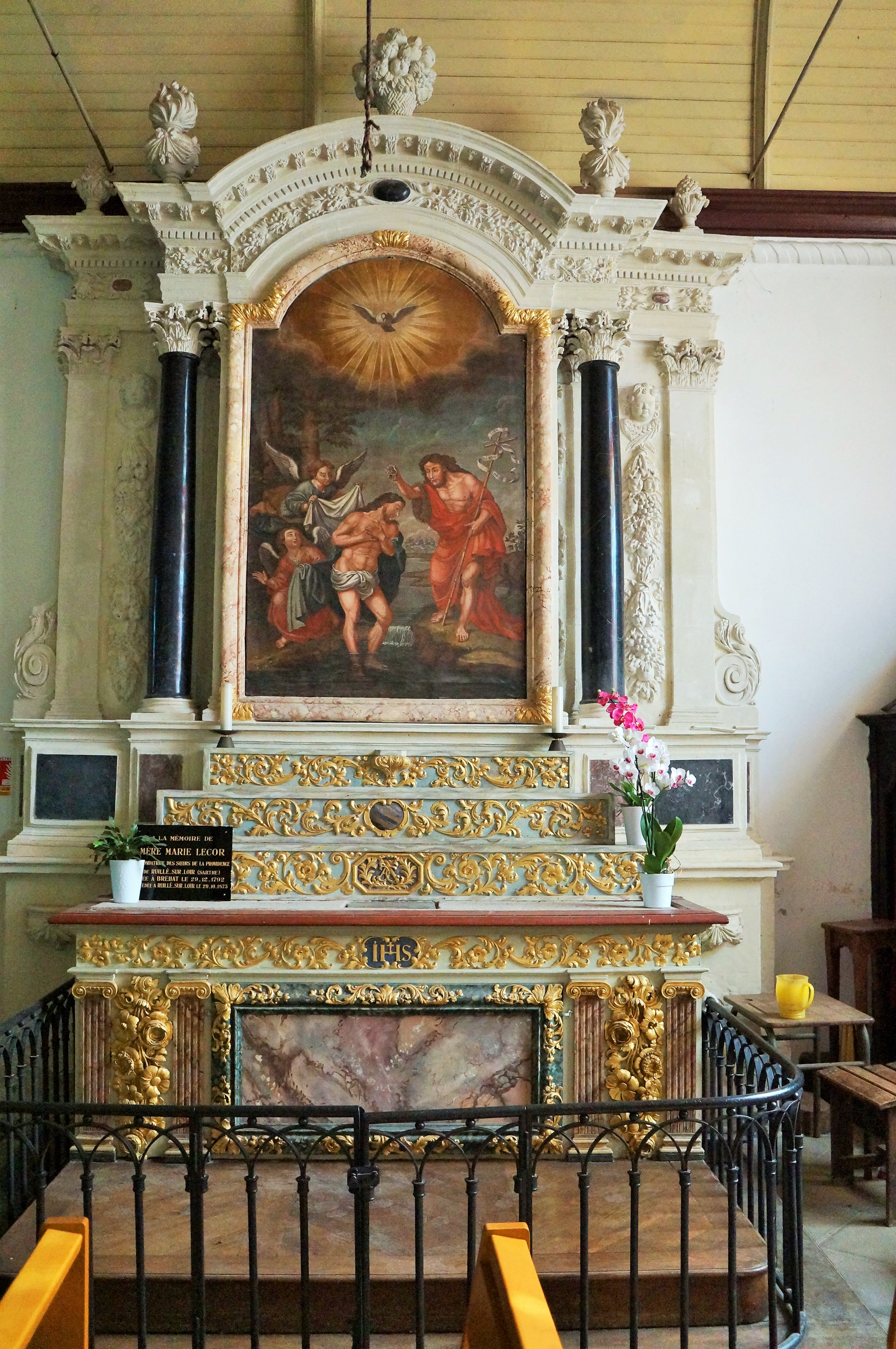
L'autel et le retable du Christ
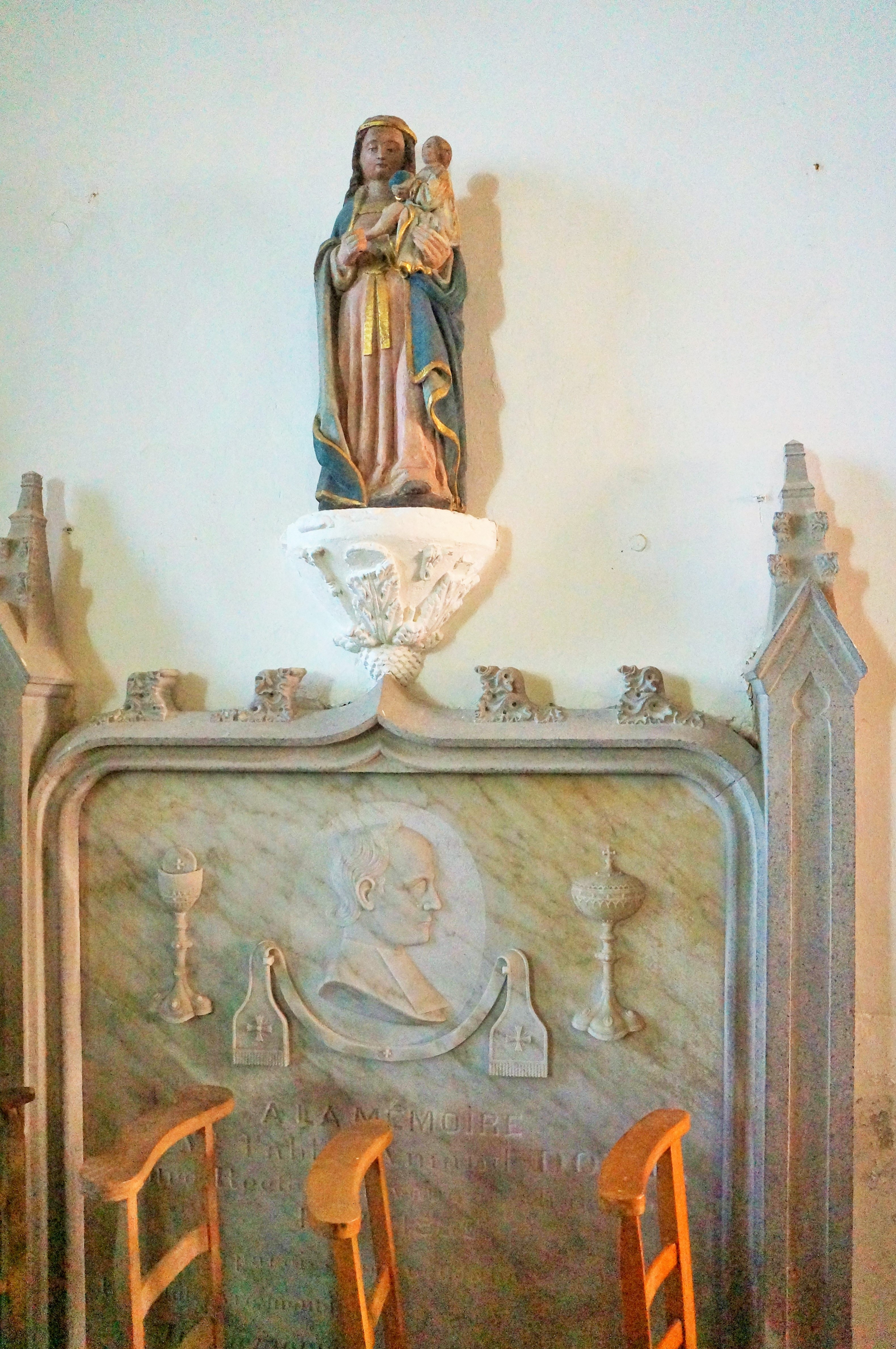
Vierge à l'Enfant
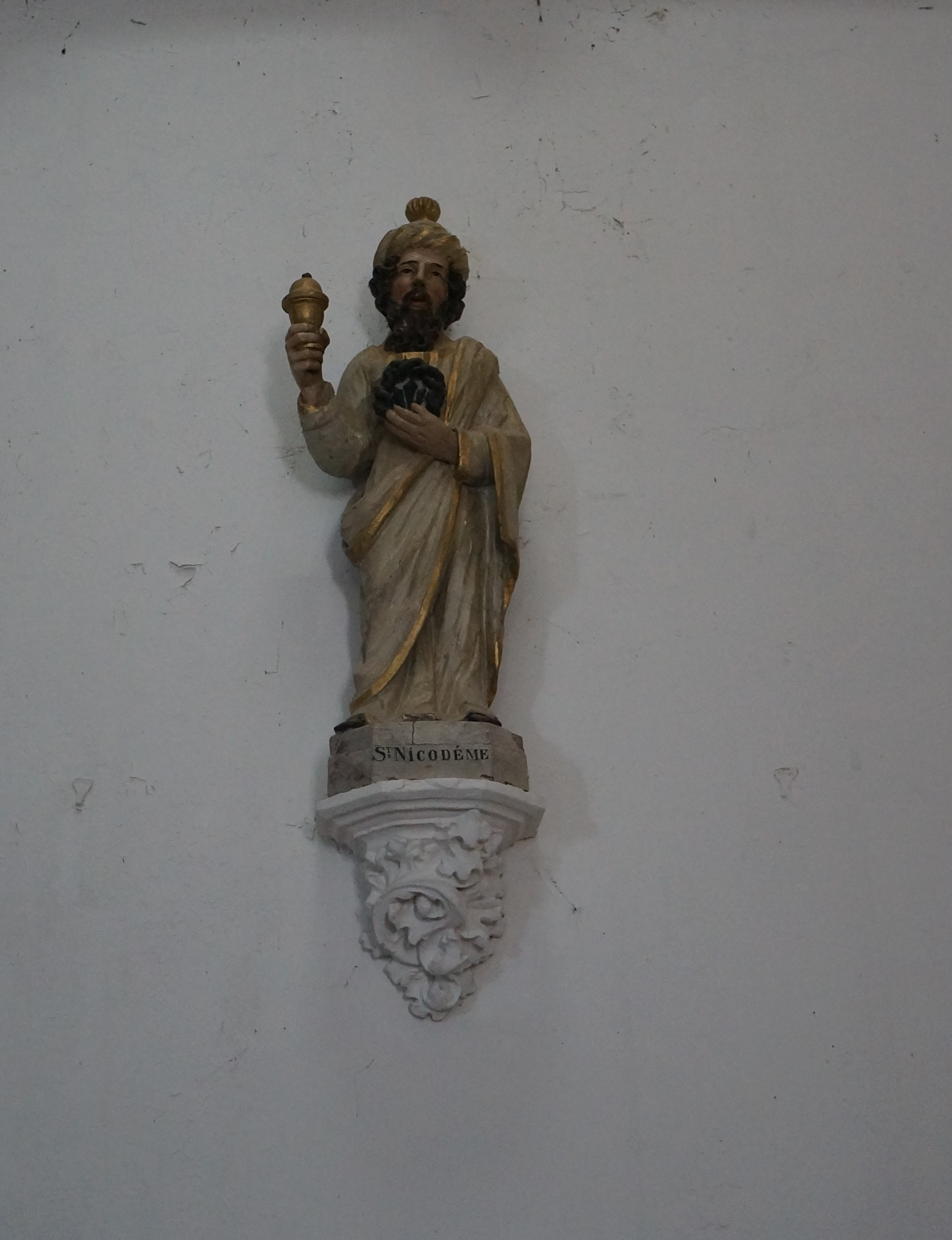
Statue de saint Nicodème
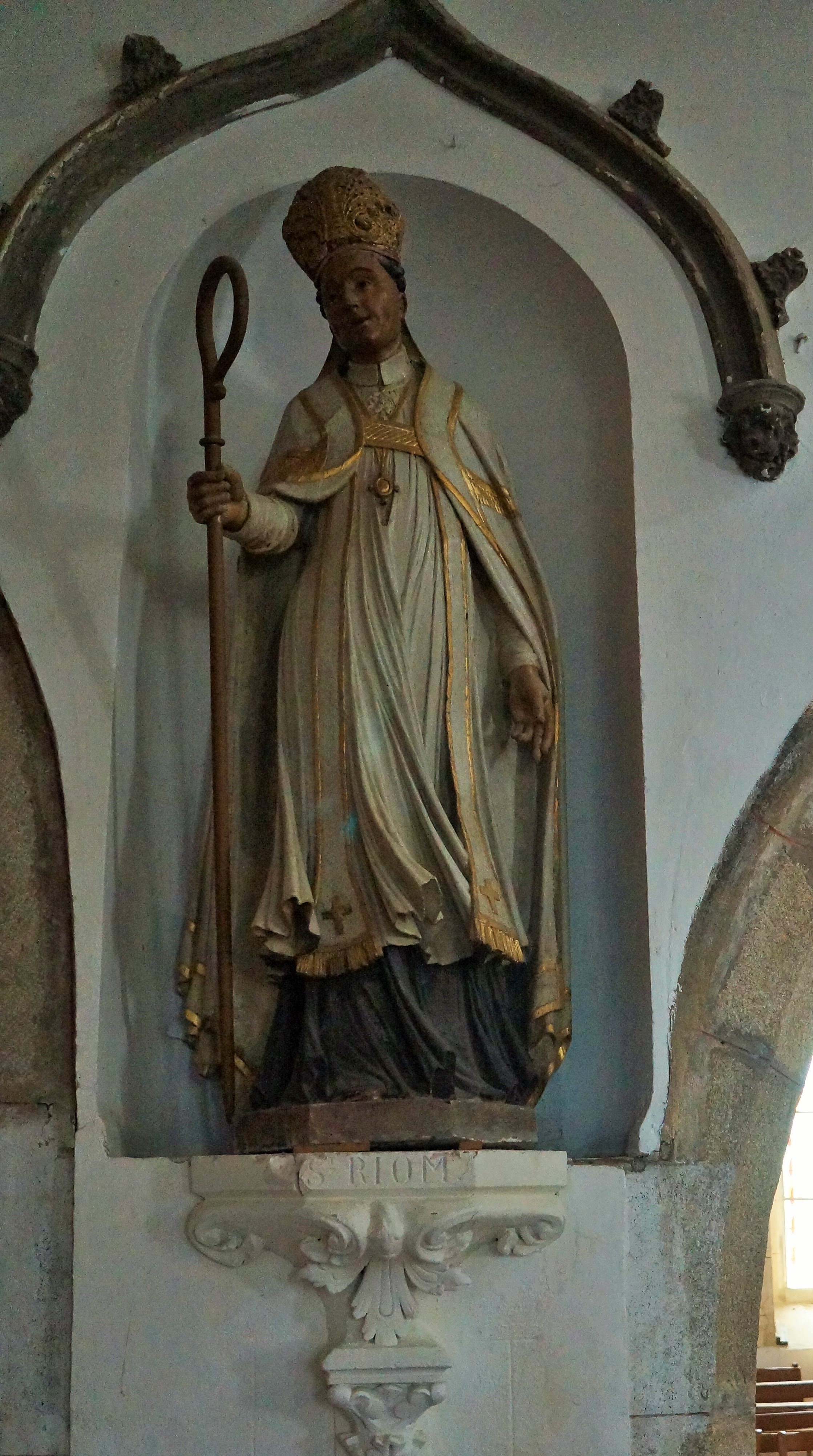
Statue de saint Riom
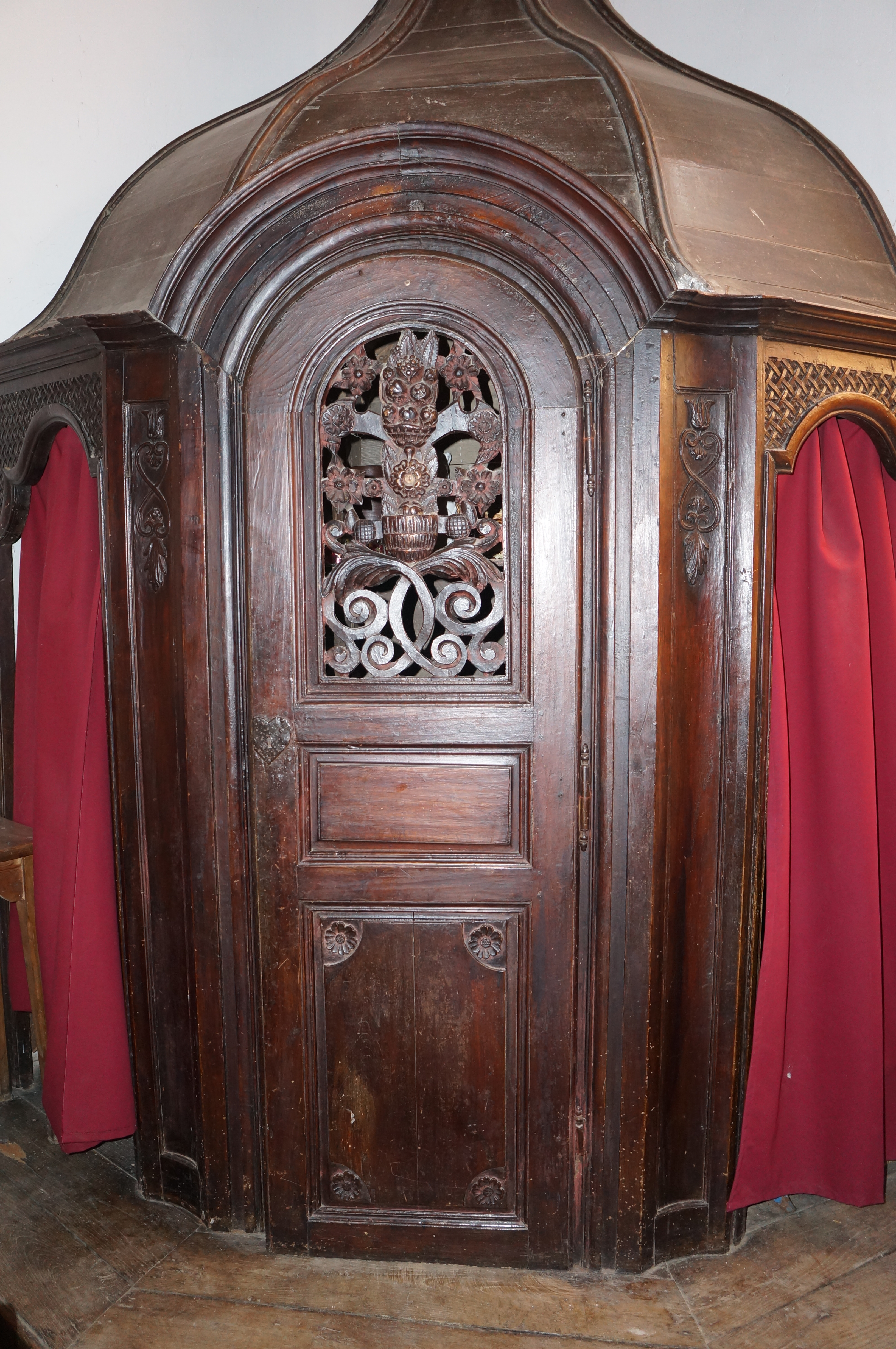
Un des confessionnaux
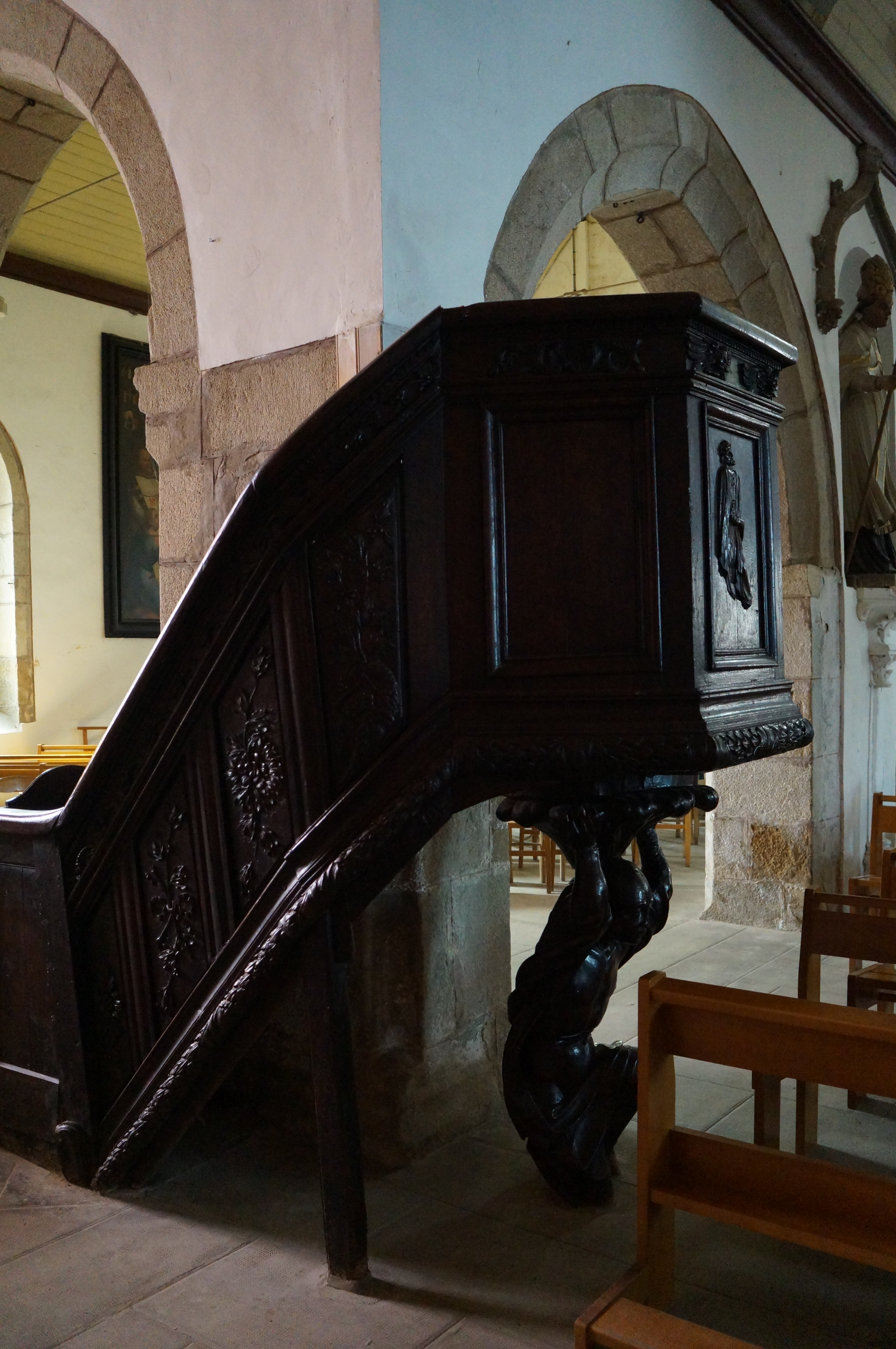
Chaire à prêcher
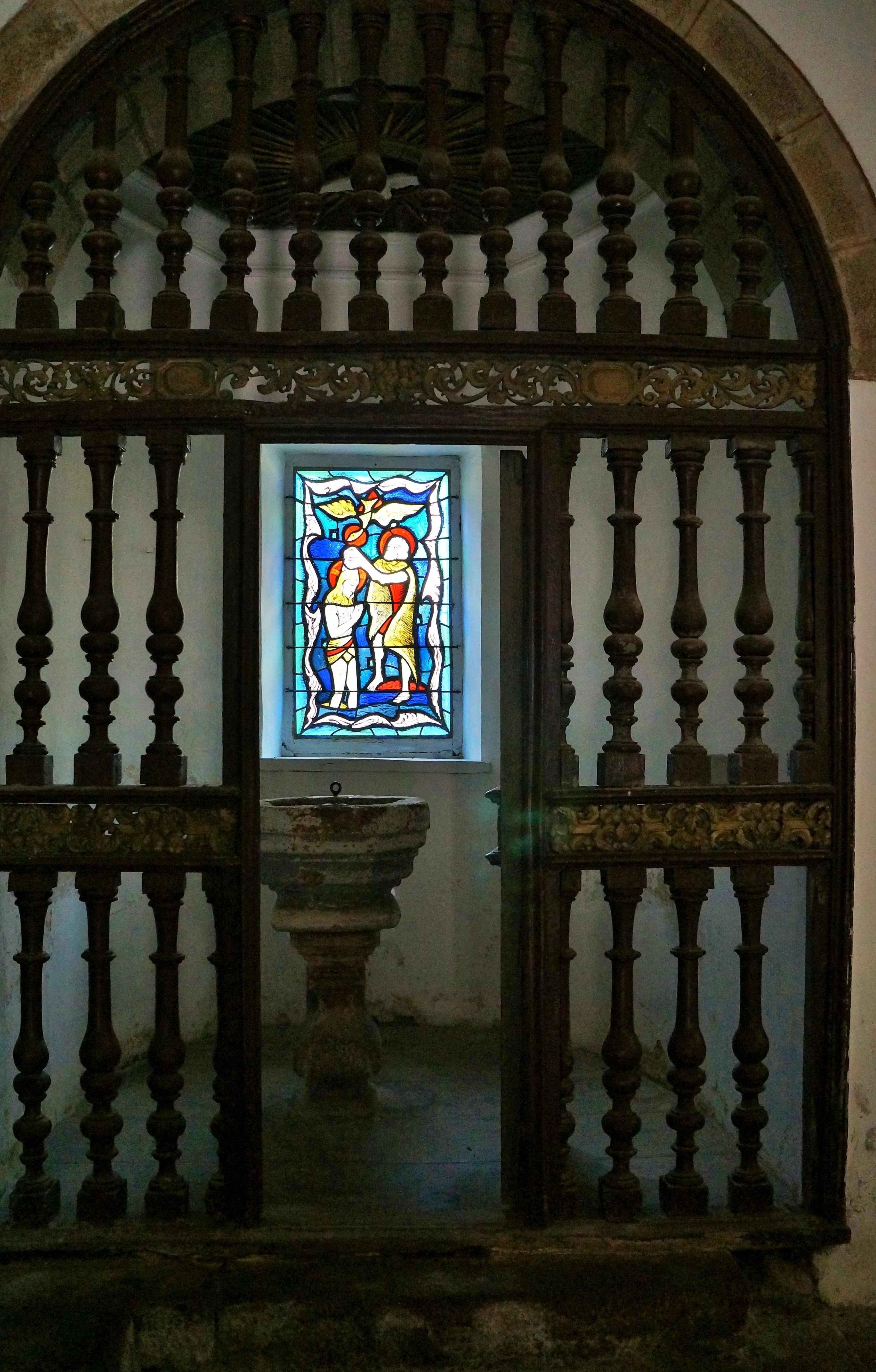
La clôture des fonts baptismaux
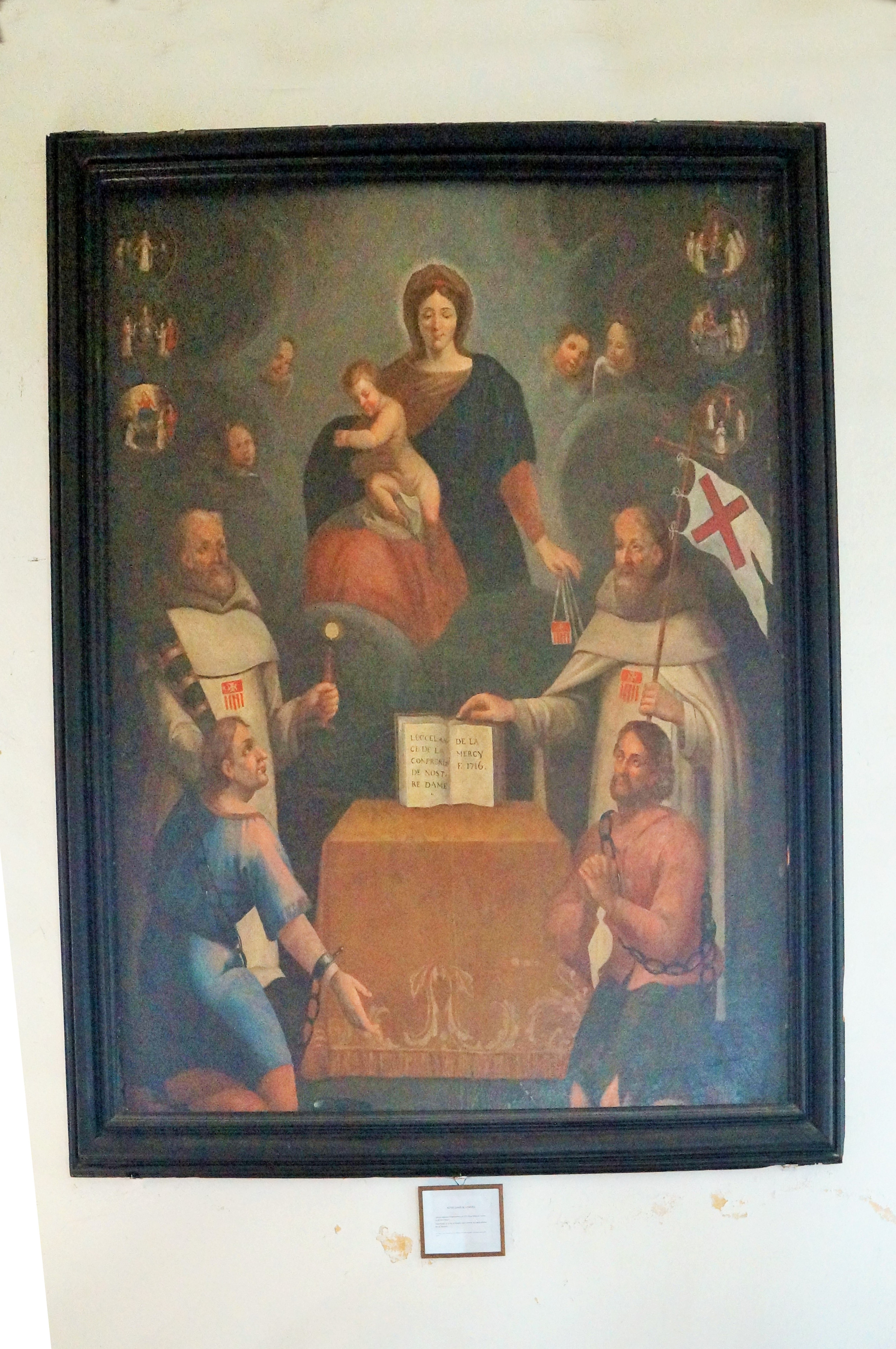
Le tableau "Notre-Dame de la Merci"

Plusieurs de ces œuvres sont classées monument historique.